# دی‌فمرین
دی‌فمرین (به انگلیسی: Difemerine) دارویی است که از موارد استعمال آن سندروم دولوره، اسپاسم دستگاه تناسلی و گوارشی است.

## ملاحظات
مصرف این دارو در مواردی همچون پروستاتیسم، گلوکوم، احتباس ادراری ممنوع است.